# 마사 누스바움
마사 누스바움(영어: Martha Nussbaum, 1947년 5월 6일 ~ )은 미국의 철학자이다. 현재, 시카고 대학교에서 교수로 재직하고 있다. 고대 그리스, 로마 철학, 정치 철학, 페미니즘, 동물권을 포함한 윤리학에 관심을 가지고 있다.
또한 고전학, 신학, 정치학에 관한 보직을 유지하고 있으며, 커밋티 온 사우던 에이시안 스터디스(Committee on Southern Asian Studies)의 회원이자, 휴먼 라이츠 프로그램(Human Rights Program)의 이사회 일원이기도 하다. 하버드 대학교와 브라운 대학교에서 강의하기도 하였다.

## 생애
누스바움은 뉴욕에서 필라델피아 변호사인 조지 크레이븐(George Craven)과 주부이자 인터리어 디자이너인 베티 워렌(Betty Warren)의 딸로 태어났다. 십대 동안에는 브린 마르(Bryn Mawr)에 있는 볼드윈 학교에 출석하였다. 누스바움은 뉴욕에서 연극학과 고전학을 공부하였고, 1969년 학사 학위를 취득하였다. 하버드 대학교에서 G. E. L. 오웰의 문하에서 공부할 동안 점진적으로 철학으로 옮겨갔으며 1972년 석사 학위를 1975년 박사 학위를 취득하였다. 이 기간 동안 앨런 누스바움과 결혼하였고 (1987년 이혼), 유대교로 개종하였으며, 딸 레이철을 낳았다.
누스바움의 유대교에 대한 흥미는 지속되었으며 더욱 깊어졌다. 2008년 8월 16일에 시카고 하이드 파크에 있는 K. A. M. 이사야 이스라엘 사원에서 봉사할 동안 바르와 바트 미츠바가 되었으며, 진정한, 비나르시즘적이 위안과 세계 정의의 추구의 관계에 대한 드바 토라(D'var Torah)를 강연하였다.
누스바움은 하버드에서 공부할 동안 성희롱을 비롯한 차별과 딸을 양육한 문제를 경험했다고 주장한다. 하버드 대학교에서 주니어 펠로우십(Junior Fellowship)을 취득하는 첫 번째 여성이 되었을 때, 누스바움은 여성 연구원(female fellowess)이란 명칭은 어색하고 그리스에서는 그리스에서 철학 심포지아에 참석할 수 있었던 유일한 여성은 교육받은 창녀 뿐이었으므로 그녀를 헤타리아라고 불러야 한다고 제안한 "유명한 고전학자"로부터 기념 축하장을 받았다.
1970년대와 1980년대에 누스바움은 하버드 대학교에서 철학과 고전학을 가르쳤으나 1982년 하버드 대학교 고전학부는 임용을 거부하였다. 누스바움은 브라운 대학교로 이직하여 시카고 대학교 법학대학원에 합류하는 1994년까지 강의하였다.
누스바움의 잠재 능력(capabilities)에 대한 저작은 여성에 대한 불평등한 자유와 기회에 초점을 맞추며, 자유주의적 전통에서 영감을 얻었으나 자유주의가 젠더 관계와 가족 내에서의 관계에 대하여 극단적인 재고를 수반한다고 강조하는 여성주의 독특한 형태를 발전시켰다.
누스바움의 철학적 저작의 다른 주요 영역은 감정이다. 그녀는 행위자 자신의 통제를 벗어나 감정은 사물이나 인물에 부여하는 평가라고 주장하는 신스토아적 입장을 지지한다. 이것을 기반으로 그녀는 비탄, 연민, 사랑에 대한 분석을 제시하며, 이후의 책에서는 혐오와 수치에 대해서도 분석하였다.

## 같이 보기
- 미국 철학